# Marc Baecke
Pour les articles homonymes, voir Baecke.
Marc Baecke  est un footballeur belge, né le 24 juillet 1956 à Saint-Nicolas (Belgique) et mort le 21 janvier 2017 à Beveren (Flandre-Orientale).
Il a évolué comme arrière latéral gauche au KSK Beveren. Avec cette équipe, il a remporté deux championnats (en 1979 et 1984) et deux Coupes de Belgique (en 1978 et 1984). 
Il a également été international de 1977 à 1984. Avec les Diables rouges, il participe notamment à la Coupe du monde 1982 en Espagne et à l'Euro 1984 en France.

## Palmarès et Faits marquants
- International belge de 1977 à 1984 (15 sélections)
- Participation à la Coupe du monde 1982 (4 matches joués)
- Participation à l'Euro 1984 (3 matches joués)
- 2x Champion de Belgique: 1979 et 1984 (avec le K. SK Beveren)
- 2x Vainqueur de la Coupe de Belgique: 1978 et 1983 (avec le K. SK Beveren)

- 2x Vainqueur de la Super Coupe de Belgique en 1979 et 1984 (avec le K. SK Beveren)

- 1x Finaliste de la Coupe de Belgique: 1980 (avec le K. SK Beveren)